# スピアッツォ
スピアッツォ（イタリア語: Spiazzo）は、イタリア共和国トレンティーノ＝アルト・アディジェ州トレント自治県にある、人口約1,300人の基礎自治体（コムーネ）。

## 地理

### 位置・広がり
トレント自治県南西部に位置するコムーネ。ティオーネ・ディ・トレントから北へ7km、県都トレントから西へ30kmの距離にある。

#### 隣接コムーネ
隣接するコムーネは以下の通り。括弧内のBSはブレシア県所属を示す。
- ボチェナーゴ
- カデルツォーネ・テルメ
- ジュスティーノ
- マッシメーノ
- ペルーゴ
- ポンテ・ディ・レーニョ (BS)
- サヴィオーレ・デッラダメッロ (BS)
- ストレンボ
- トレ・ヴィッレ (モンターニェ)
- ヴァルダオーネ (ダオーネ)
- ヴェルミーリオ

## 行政

### 分離集落
スピアッツォには、以下の分離集落（フラツィオーネ）がある。
- Borzago, Ches, Fisto, Mortaso

### Comunita di valle
トレント自治県が設置した広域行政組織 Comunita di valle 「ジュディカリエ」 (it:Comunita delle Giudicarie)  （事務所所在地: ティオーネ・ディ・トレント）に属する。